# Viva Wallet
Viva Wallet es una empresa griega con sede en Grecia y es un neobank europeo completamente basado en la nube que utiliza Microsoft Azure. Viva Wallet es propiedad de Viva Wallet Holdings y esta es propietaria de una empresa bancaria griega subsidiaria VIVABANK SA una institución subsidiaria de dinero electrónico según las disposiciones de la Directiva PSD II con derechos de transferencia de pases en toda la región del EEE. Viva Wallet es miembro de Visa y MasterCard para adquirir y emitir servicios. 
La empresa fue fundada en el año 2000 como Viva Payments Services SA por Haris Karonis, Makis Antypas y Panos Tsakos. 
Viva Wallet ofrece a empresas de todos los tamaños servicios de aceptación de tarjetas a través de innovadores terminales Smart Android o la nueva aplicación POS Viva Wallet para Android, y a través de pasarelas de pago avanzadas en tiendas online. También ofrece cuentas comerciales con IBAN local y una tarjeta comercial Viva Wallet Mastercard.
En mayo de 2021 Viva Wallet logró una ronda de financiación de Serie C, por valor de 80 millones de dólares, concretamente más de 66 millones de euros, entre los inversores se encuentran Tencent, EBRD y Breyer Capital.